# Het gala van de gouden K's 2023
Op Het gala van de gouden K's van 2023 werden gouden K's van 2023 toegekend.
Het gala werd gehouden in het Antwerps Sportpaleis. De presentatie was in handen van de Ketnet-wrappers. De televisieregistratie van het gala werd door de VRT op 20 januari 2024 op Ketnet uitgezonden. Pommelien Thijs was de grote winnares van de Gouden K's. 

## Genomineerden en winnaars 2023
Hieronder de volledige lijst van genomineerden in elke categorie. De winnaars zijn in het vet aangeduid.
| Categorie                     | Genomineerden |
| ----------------------------- | --- |
| Ketnet-programma van het jaar | #LikeMe De faker Karrewiet Hilly-Skate |
| Ketnet-ster van het jaar      | Annabet Ampofo (Karrewiet) Giovanni Kemper (Nachtwacht) Pommelien Thijs (#LikeMe) Imea Denooze (GameKeepers)                                                                       |
| Ketnet-moment van het jaar    | Jensen Baert presenteert voor de eerste keer Karrewiet Maïlyne wint Homo universalis Ketnet Sander Gillis neemt afscheid als Ketnet-Wrapper De allerlaatste aflevering van #LikeMe |
| Familieprogramma van het jaar | The Masked Singer Het verhaal van Vlaanderen De Mol Eurovisiesongfestival 2023 |
| Online ster van het jaar      | Céline Dept Bert De Kock Steffi Mercie Timon Verbeeck |
| Artiest van het jaar          | Camille Dhont Metejoor Berre Pommelien Thijs |
| Song van het jaar             | Erop of eronder van Pommelien Thijs Rihanna van Camille Dhont Makeba van Jain Because of You van Gustaph                                                                           |
| Held van het jaar             | Aaron Blommaert in The Masked Singer Gustaph op het Eurovisiesongfestival Lotte Kopecky wint talrijke wielerwedstrijden Matthieu Bonne met het wereldrecord non-stop zwemmen       |
| Online kanaal van het jaar    | Celine & Michiel Dutchtuber Karrewiet Quinenaaron |

## Meeste nominaties en prijzen
| Aantal nominaties | Artiest               | Aantal prijzen |
| ----------------- | --------------------- | -------------- |
| 4                 | Karrewiet             | 1              |
| 3                 | Pommelien Thijs       | 3              |
| 3                 | Gustaph               |                |
| 2                 | Aaron Blommaert       | 1              |
| 2                 | LikeMe                | 2              |
| 2                 | Eurovisiesongfestival |                |
| 2                 | Camille               |                |
| 2                 | Céline & Michiel      |                |

2013 · 2014 · 2015 · 2016 · 2017 · 2018 · 2019 · 2020 · 2021 · 2022 · 2023 · 2024